# 芝麻菜
芝麻菜（学名：Eruca sativa）又名芝麻葉，是一種十字花科芝麻菜属的植物，原产于欧洲和中亞，廣泛分佈於東亞、東南亞，主要採摘嫩葉作為生菜食用。

## 别名
英文稱其為arugula或rocket，所以也有人稱它為火箭菜。
中文裡可以稱為芸芥，而中國各地又有不同的称谓，如香油罐（黑龙江）、臭菜（辽宁）、臭芥（内蒙古）、芸芥（西北）、臭蘿蔔、金堂葶苈（四川）。

## 食用方法
在歐美地區因有食用生菜沙拉習慣，為普遍容易採購到的蔬菜，且品種選擇多元，風味也各自不同，而在臺灣則種植面積和產量較少，量少而價高，一般超市和市場不易購買，通常出現在西式餐廳料理中，臺灣可見圓葉和裂葉等不同葉型的品種，其適合家庭園藝栽植，播種後約30～40天即可採摘鮮葉食用。和多數的十字花科蔬菜一樣，芝麻葉的葉片富含維生素和礦物質，而種子含油
率約20%，其油脂中的芥酸 (erucic acid) 含量高不適合食用，但具有抗氧化或保健成分，在印度和中東等地區會利用其種子油來製作化妝品或按摩油。